# ضفة

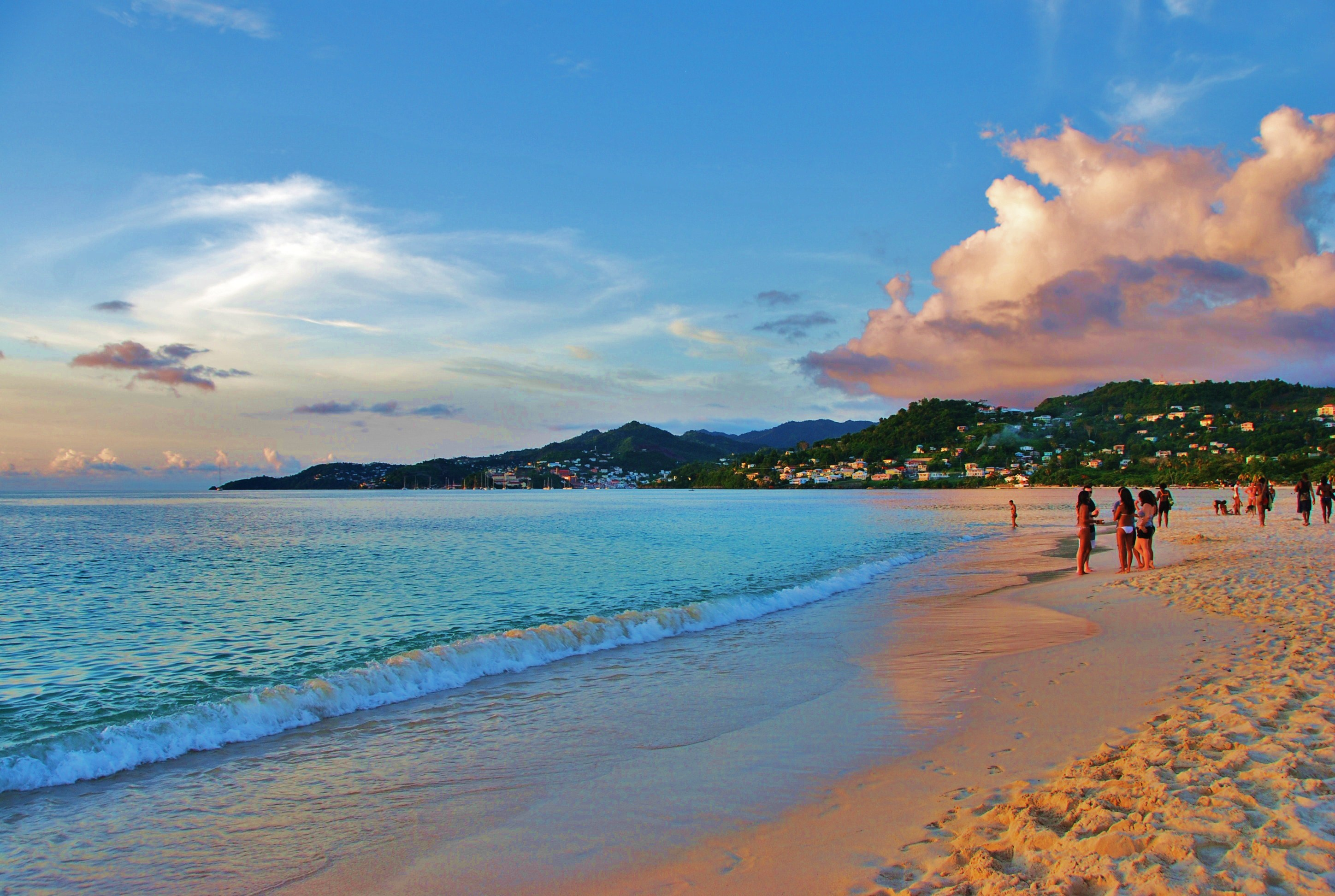
ضفة شاطئ في غرينادا، الهند الغربية.

الضفة هي حافة اليابسة المجاورة للمسطحات المائية الكبيرة، مثل المحيطات أو البحار أو البحيرات. في علم المحيطات الفيزيائي يطلق مفهوم الضفة على قطعة أعرض من اليابسة، والتي تحوّرت جغرافياً من أثر المياه في الماضي والحاضر، في حين أن الشاطئ هو طرف وحافة الضفة حيث يوجد البحر الوحلي.
على العكس من الساحل والذي غالباً ما يجاور المسطحات الكبيرة مثل البحر أو المحيط، فإن مفهوم الضفة أوسع بحيث يمكن أن يشير إلى مجاورة المسطحات المائية الأصغر مثل البحيرات والأنهار. بالتالي فإن الساحل هو نوع خاص من الضفاف.
تتأثر الضفاف بتمثيل تضاريس المناطق الجغرافية المجاورة، بالإضافة إلى التعرية تحت تأثير الماء، وكذلك الرياح.

## اقرأ أيضاً
- ضفة نهر